# Austrochaperina novaebritanniae
Austrochaperina novaebritanniae är en groddjursart som beskrevs av Richard G. Zweifel 2000. Austrochaperina novaebritanniae ingår i släktet Austrochaperina och familjen Microhylidae. IUCN kategoriserar arten globalt som sårbar. Inga underarter finns listade.